# جو لامب
جو لامب هو لاعب هوكي الجليد كندي، ولد في 18 يونيو 1906 في ساسكس ‏ في كندا، وتوفي في 21 أغسطس 1982.

## وصلات خارجية
- جو لامب على موقع دوري الهوكي الوطني (الإنجليزية)
- جو لامب على موقع قاعة مشاهير الهوكي (لاعب أن.إتش.أل) (الإنجليزية)
- جو لامب على موقع EliteProspects.com (الإنجليزية)
- جو لامب على موقع HockeyDB.com (الإنجليزية)
- جو لامب على موقع Hockey-Reference.com (الإنجليزية)